# Аскінська сільська рада
А́скінська сільська рада (рос. Аскинский сельский совет) — муніципальне утворення у складі Аскінського району Башкортостану, Росія. Адміністративний центр — село Аскіно.
Станом на 2002 рік присілки Велике Озеро та Тульгузбаш перебували у складі Мутабашівської сільської ради.

## Населення
Населення — 7967 осіб (2019, 8402 в 2010, 8501 в 2002).

## Склад
До складу поселення входять такі населені пункти:
| Населений пункт             | Населення, осіб (2002) | Населення, осіб (2010) |
| --------------------------- | ---------------------- | ---------------------- |
| Аскіно, село                | 6853                   | 6918                   |
| Барахаєвка, присілок        | 148                    | 124                    |
| Велике Озеро, присілок      | 63                     | 15                     |
| Верхньонікольське, присілок | 20                     | 9                      |
| Куяштир, село               | 358                    | 322                    |
| Нова Бурма, село            | 246                    | 189                    |
| Нові Багази, присілок       | 364                    | 277                    |
| Талог, присілок             | 64                     | 26                     |
| Тульгузбаш, присілок        | 267                    | 265                    |
| Тюйськ, присілок            | 385                    | 257                    |